# Unterseeboot 1 (1935)
Pour les articles homonymes, voir Unterseeboot 1.
L'Unterseeboot 1 (ou U-1) est le premier sous-marin allemand de type II.A, utilisé par la Kriegsmarine pendant la Seconde Guerre mondiale.
Il est commandé dans le cadre du plan Z le 11 février 1935 en violation du traité de Versailles qui proscrit la construction de ce type de navire par l'Allemagne.
Mis en service le 29 juin 1935, il disparaît en mer du Nord le 6 avril 1940, probablement touché par une mine.
Comme les sous-marins de type II étaient trop petits pour des missions de combat dans l'océan Atlantique, il a été affecté en mer du Nord pour des tâches de formation avec la Flottille de l'école sous-marine (U-Bootschulflottille), une unité d'entraînement.

## Historique
Mis en service le 29 juin 1935, l'U-1 a servi surtout comme sous-marin d’entrainement pour les équipages de 1935 à 1940. Il réalise sa première patrouille, quittant le port de Kiel, le 15 mars 1940 sous les ordres du Kapitänleutnant Jürgen Deecke, naviguant dans la mer du Nord, le long des côtes de Norvège. Il rejoint sa base de Wilhelmshaven le 29 mars 1940 après 15 jours en mer.
Jürgen Deecke est promu au grade de Korvettenkapitän le 1er avril 1940.
Quatre jours plus tard, l'U-1 repart pour sa deuxième patrouille le 4 avril 1940. Il disparaît dans la mer du Nord, au large de la Norvège, le 6 avril 1940, probablement victime d'une mine déposée par le HMS Narwhal dans le champ de mines no 7 ou d'une torpille du HMS Porpoise, deux sous-marins britanniques pendant la préparation de l'opération Weserübung (l'invasion de la Norvège) à la position géographique approximative de 54° 14′ N, 5° 07′ E. Les 24 membres d'équipage meurent dans cette disparition.

## Affectations
- U-Bootschulflottille du 1er juillet 1935 au 1er février 1940 à Kiel en tant que navire-école
- U-Bootschulflottille du 1er mars 1940 au 6 avril 1940 à Wilhelmshaven en tant qu'unité combattante

## Commandement
- Kapitänleutnant Klaus Ewerth du 29 juin 1935 au 30 septembre 1936
- Kapitänleutnant Alexander Gelhaar du 1er octobre 1936 au 2 février 1938
- Korvettenkapitän Jürgen Deecke du 29 octobre 1938 au 6 avril 1940

## Navires coulés
L'unterseeboot 1 n'a ni coulé, ni endommagé de navires ennemis au cours des 2 patrouilles (18 jours en mer) qu'il effectua.

### Sources
- (en) Cet article est partiellement ou en totalité issu de l’article de Wikipédia en anglais intitulé « German submarine U-1 (1935) » (voir la liste des auteurs).